# جو دوسن (لاعب كرة قاعدة)
جو دوسن (بالإنجليزية: Joe Dawson)‏ هو لاعب كرة قاعدة أمريكي، ولد في 9 مارس 1897 في Bow, Washington ‏ في الولايات المتحدة، وتوفي في 4 يناير 1978 في لونغفيو في الولايات المتحدة.

## وصلات خارجية
- جو داوسون على موقعبيزبول رفرنس.كوم (الدوري الرئيسي) (الإنجليزية)